# Litchfield, Minnesota
Litchfield là một thành phố thuộc quận Meeker, tiểu bang Minnesota, Hoa Kỳ. Năm 2010, dân số của thành phố này là 6726 người.

## Dân số
- Dân số năm 2000: 6562 người.
- Dân số năm 2010: 6726 người.